# Alali Adamso
Alali Adamso (hebrejsky אללי אדמסו, narozen 1963 Etiopie) je izraelský politik a bývalý poslanec Knesetu za stranu Likud.

## Biografie
Narodil se v Etiopii, pak roku 1983 přesídlil do Izraele. Koncem roku 2008 se okolo jeho osoby odehrál konflikt při primárkách strany Likud. Adamso byl totiž vyňat z přednostního umístění na kandidátní listině strany pro nadcházející parlamentní volby s tím, že nespadá do favorizované skupiny nových imigrantů (ta byla definována jen pro osoby, které se přistěhovaly po roce 1985). Následovaly protesty komunity Izraelců etiopského původu. Nakonec strana rozhodla ho na kandidátku vrátit. Ve volbách v roce 2009 nicméně zvolen nebyl. V červnu 2012 se uvádí jako pracovník úřadu premiéra státu Izrael. Je ženatý, má šest dětí.
Do Knesetu nastoupil až 16. září 2012 za stranu Likud jako náhradník poté, co na mandát rezignoval poslanec Josi Peled. V parlamentu setrval jen krátce do voleb v roce 2013 a do činnosti zákonodárného sboru se výrazněji nezapojil.